# Wycliffe (Fernsehserie)
Wycliffe ist eine britische Fernsehserie, die auf den Romanen von W. J. Burley beruht und deren Hauptfigur Detective Superintendent Charles Wycliffe ist. Nach einem Pilotfilm, der am 7. August 1993 auf ITV ausgestrahlt wurde, folgten bis 1998 38 Episoden in 5 Staffeln.
Die Serie wurde in Cornwall in Szene gesetzt. Jede Folge behandelt die Aufklärung eines Mordfalls im klassischen "whodunit" Stil.

## Schauplätze und Charaktere
Der Schauplatz Cornwall prägt die Serie mit ihren malerischen Landschaften und Einblicken in die Lebensweise der Einheimischen. Probleme der Grafschaft, wie die angeschlagene Fischereiindustrie, Langzeitarbeitslosigkeit und Vorurteile gegenüber New-Age-Reisenden, klingen an. Wycliffe und sein Team sind für ein großes geografisches Gebiet zuständig und müssen während der Ermittlungen oft längere Zeit von zu Hause wegbleiben, was für Wycliffe, der als zufriedener Familienvater mit einer Lehrerin verheiratet ist und zwei Kinder im Teenageralter hat, zu Problemen führt.
Die Orte Truro, Newquay, Camborne und Penzance treten oft in Erscheinung, während Falmouth, St. Austell oder St. Ives seltener vorkommen. Eine fiktive Stadt "Carrick" mit einem Rotlichtviertel namens Eastgate wurde erfunden.

## Mordermittlungen und Realitätsbezug
Die Polizeidienststelle in der Serie ist der Polizei von Devon und Cornwall nachempfunden, wird aber "South West Constabulary" genannt.
Die Serie zeigt die ermittlungstechnische und forensische Arbeit sehr nahe an der Realität. Der Schwerpunkt der Handlungen liegt eher auf den menschlichen Aspekten rund um die Mordfälle. Wycliffe ist ein ruhiger, nachdenklicher Mann, ein geschickter Beobachter von Menschen und ein scharfsinniger Vernehmer.
Wycliffe muss sich in den späteren Staffeln ständig mit Bürokratie, Budgetbeschränkungen und einem aufbrausenden, imagebesessenen stellvertretenden Polizeipräsidenten herumschlagen, was allgemeine Strukturprobleme im englischen Polizeiwesen thematisieren sollte. Lucy Lane wird eine Beförderung angeboten, wobei sich zeigt, dass sie dazu benutzt werden soll, die Gleichstellungsquote in der Polizei zu erfüllen.
Unrealistisch sind Wycliffes häufige Treffen mit dem stellvertretenden Polizeipräsidenten, da dessen Position zu hochrangig ist, um sich mit operativen Details zu befassen.

## Rezeption
„Die 10-Disc-DVD-Veröffentlichung der kompletten Serie Wycliffe ist ein Grund zur Freude, vor allem, wenn man bedenkt, dass sie in einer Umfrage der Radio Times zu den 50 am besten bewerteten Krimiserien im Fernsehen (Juli 2018) unverzeihlicherweise nicht einmal aufgeführt wurde. Dies hat mich nur in meiner Überzeugung bestätigt, dass es sich um die am meisten unterschätzte britische Polizeiserie handelt, die, sobald sie in Schwung gekommen ist, über rund 40 Episoden hinweg ein außerordentlich hohes Niveau an Schauspielern, Regisseuren und Autoren hält.“ (Neil Sinyard, British Televison Drama)

## Auszeichnungen
- Royal Television Society Award für die beste Musik (Nigel Hess)

## Episoden
| Staffel | Episoden | Erstausstrahlung von | bis             | Bemerkung                                     |
| ------- | -------- | -------------------- | --------------- | --------------------------------------------- |
| Eins    | 7        | 24. Juli 1994        | 28. August 1994 | einschließlich Pilotfilm                      |
| Zwei    | 8        | 18. Juni 1995        | 6. August 1995  |                                               |
| Drei    | 8        | 9. Juni 1996         | 11. August 1996 |                                               |
| Vier    | 8        | 29. Juni 1997        | 17. August 1997 | mit "Christmas special" vom 27. Dezember 1997 |
| Fünf    | 7        | 17. Mai 1998         | 5. Juli 1998    |                                               |

| Episode   | Titel                           | Ausstrahlung    | Länge      |
| --------- | ------------------------------- | --------------- | ---------- |
| Pilotfilm | Wycliffe and the Cycle of Death | 7. August 1993  | 95 Minuten |
| 1         | The Four Jacks                  | 24. Juli 1994   | 60 Minuten |
| 2         | The Dead Flautist               | 31. Juli 1994   | 60 Minuten |
| 3         | The Scapegoat                   | 7. August 1994  | 60 Minuten |
| 4         | The Tangled Web                 | 14. August 1994 | 60 Minuten |
| 5         | The Last Rites                  | 21. August 1994 | 60 Minuten |
| 6         | The Pea Green Boat              | 28. August 1994 | 60 Minuten |

| Episode | Titel                      | Ausstrahlung   | Länge      |
| ------- | -------------------------- | -------------- | ---------- |
| 7       | All for Love               | 18. Juni 1995  | 60 Minuten |
| 8       | The Trojan Horse           | 25. Juni 1995  | 60 Minuten |
| 9       | Charades                   | 2. Juli 1995   | 60 Minuten |
| 10      | Lost Contact               | 9. Juli 1995   | 60 Minuten |
| 11      | Four and Twenty Blackbirds | 16. Juli 1995  | 60 Minuten |
| 12      | Happy Families             | 23. Juli 1995  | 60 Minuten |
| 13      | Wild Oats                  | 30. Juli 1995  | 60 Minuten |
| 14      | Breaking Point             | 6. August 1995 | 60 Minuten |

| Episode | Titel               | Ausstrahlung    | Länge      |
| ------- | ------------------- | --------------- | ---------- |
| 15      | Dead on Arrival     | 9. Juni 1996    | 60 Minuten |
| 16      | Number of the Beast | 16. Juni 1996   | 60 Minuten |
| 17      | Slave of Duty       | 7. Juli 1996    | 60 Minuten |
| 18      | Total Loss          | 14. Juli 1996   | 60 Minuten |
| 19      | Crazy for You       | 21. Juli 1996   | 60 Minuten |
| 20      | Faith               | 28. Juli 1996   | 60 Minuten |
| 21      | Last Judgement      | 4. August 1996  | 60 Minuten |
| 22      | Old Habits          | 11. August 1996 | 60 Minuten |

| Episode | Titel                 | Ausstrahlung    | Länge      |
| ------- | --------------------- | --------------- | ---------- |
| 23      | Strangers Home        | 29. Juni 1997   | 60 Minuten |
| 24      | Close to Home         | 6. Juli 1997    | 60 Minuten |
| 25      | On Account            | 13. Juli 1997   | 60 Minuten |
| 26      | Lone Voyager          | 20. Juli 1997   | 60 Minuten |
| 27      | Seen a Ghost          | 27. Juli 1997   | 60 Minuten |
| 28      | Bad Blood             | 3. August 1997  | 60 Minuten |
| 29      | To Sup with the Devil | 10. August 1997 | 60 Minuten |
| 30      | Old Crimes, New Times | 17. August 1997 | 60 Minuten |

| Episode | Titel                  | Ausstrahlung      | Länge      |
| ------- | ---------------------- | ----------------- | ---------- |
| spezial | Dance of the Scorpions | 27. Dezember 1997 | 90 Minuten |
| 31      | On Offer               | 17. Mai 1998      | 60 Minuten |
| 32      | Time Out               | 24. Mai 1998      | 60 Minuten |
| 33      | Standing Stone         | 31. Mai 1998      | 60 Minuten |
| 34      | Feeding the Rat        | 7. Juni 1998      | 60 Minuten |
| 35      | Scope                  | 21. Juni 1998     | 60 Minuten |
| 36      | Land‘s End             | 5. Juli 1998      | 60 Minuten |